# Capilla del Octágono
La Capilla del Octágono en Milsom Street, Bath, Somerset, Inglaterra, fue construida en 1767 y ha sido designada como un edificio catalogado de Grado II.

## Historia
Fue diseñado como una iglesia por el arquitecto Timothy Lightholder (o Lightoler),  cuyo objetivo específico era producir una estructura que fuera cálida, cómoda y bien iluminada. El octágono cumplió con todos estos requisitos y se convirtió en una iglesia de moda. Visitantes eminentes y distinguidos, incluida Jane Austen, se aseguraron de contratar un banco durante el tiempo que permanecieron en la ciudad, alquilándolo al mismo tiempo que contrataban su alojamiento. Los más caros eran como habitaciones pequeñas, cada una con su propia chimenea y sillones. Entre el servicio y el sermón, se permitió un intervalo durante el cual los lacayos atizaron el fuego y se aseguraron de que su amo y su señora estuvieran cómodos. La iglesia, como un lugar popular para "ver y ser visto", no era popular entre los 'entusiastas', más tarde conocidos como metodistas.
William Herschel fue nombrado organista en 1766 y dio su concierto de presentación el 1 de enero de 1767. Como el órgano aún estaba incompleto, interpretó sus propias composiciones, incluido un concierto para violín, un concierto para oboe y una sonata para clavecín. El órgano se completó en octubre de 1767. El órgano fue construido por John Snetzler. Parte de los teclados y tubos han sobrevivido y están en exhibición en el Museo de Astronomía Herschel.
En 1858 William Connor Magee publicó un libro de sermones que había dado en la capilla.

Las bóvedas de este edificio fueron alquiladas a un comerciante de vinos, lo que dio lugar a los versos de Christopher Anstey:
Espíritus arriba y espíritus abajo, Espíritus de Bienaventuranza y espíritus de aflicción, Los espíritus de arriba son espíritus Divinos, Los aguardientes a continuación son aguardientes de vino.
Dado que el edificio era arrendado, nunca fue consagrado, por lo que cuando cayó en desuso en la década de 1890, Mallett Antiques se hizo cargo de él. Se conectaron nuevas salas de exhibición a cada lado de la iglesia, con talleres y almacenamiento en el sótano. Se instaló un motor a gas para accionar los tornos pulidores, hacer funcionar el ascensor, producir luz eléctrica y, por medio de un ventilador, hacer circular el aire por cada parte del edificio.
Mallets se describió en Drapers Record, el 26 de diciembre de 1908, como "la tienda más suntuosa de Europa, cuyas mercancías incluyen curiosidades y tesoros de asociación histórica prácticamente invaluables". Probablemente no se encuentren bajo un mismo techo más millonarios en el transcurso de un año que en Mallett's, en Bath, en todo el Reino.
En la Segunda Guerra Mundial se utilizó como oficina de alimentos y después de la guerra se restauró, abriéndose como un espacio de exhibición de arte para el Festival de Bath de 1951.
Más tarde sirvió como sede de la Royal Photographic Society.
En 2004, la autoridad local, Bath y North East Somerset anunciaron un acuerdo con L and R Group para convertir gran parte del sitio para uso comercial y de restaurante, pero asegurando que el edificio catalogado de Grado II se mantuviera y mejorara. En 2008 y 2009, las antiguas salas de exhibición se convirtieron para uso comercial y de restaurante, pero la Capilla del Octágono original permaneció sin amueblar y sin inquilino permanente durante algunos años y se usó con frecuencia para exposiciones, exposiciones de arte, comercio minorista, catering, eventos y festivales. En 2015, la antigua capilla se convirtió en un restaurante Burger & Lobster. Sin embargo, esto cerró en enero de 2017.
A partir de marzo de 2019, Octagon Chapel se alquila como bar y restaurante a The Botanist .